# Andrena medionitens
Andrena medionitens är en biart som beskrevs av Cockerell 1902. Andrena medionitens ingår i släktet sandbin, och familjen grävbin. Inga underarter finns listade i Catalogue of Life.